# Печонковське сільське поселення
Печо́нковське сільське́ посе́лення — муніципальне утворення в складі Велізького району Смоленської області, Росія. Адміністративний центр — присілок Печонки.
Населення — 469 осіб (2007).

## Склад
В склад поселення входять такі населені пункти — 9 присілків:
| Населений пункт    | Населення, осіб (2007) |
| ------------------ | ---------------------- |
| Великі Коряки      | 12                     |
| Велика Ржава       | 35                     |
| Колотовщина        | 5                      |
| Малі Коряки        | 12                     |
| Мала Ржава         | 60                     |
| Патики Плосковські | 134                    |
| Патики Чепельські  | 29                     |
| Печонки            | 173                    |
| Плоске             | 9                      |

Колишні населені пункти — Бохоново, Васюки, Карпеки, Курбатовщина.
| Смоленська область | Це незавершена стаття про Смоленську область. Ви можете допомогти проєкту, виправивши або дописавши її. |